# Rong Yi
Rong Yi (chinesisch 容易, Pinyin Róng Yì), * Oktober 1978 in Enshi, Provinz Hubei, ist eine chinesische Raumfahrtingenieurin und Politikerin der Kommunistischen Partei Chinas. Seit Dezember 2020 ist sie die Chefkonstrukteurin der bemannten Trägerrakete Langer Marsch 2F/G und seit Januar 2023 Abgeordnete der Politischen Konsultativkonferenz des chinesischen Volkes.

## Jugend und Studium
Rong Yi wurde im Oktober 1978 in der Stadt Enshi geboren, der Hauptstadt des gleichnamigen Autonomen Bezirks der Tujia und Miao im gebirgigen Westen der zentralchinesischen Provinz Hubei. Sie gehört, wie knapp 40 % der Stadtbevölkerung, zum Volk der Tujia („Eingeborene“), einer multiethnischen Minderheit, die um 200 v. Chr. aus Teilen der ursprünglich in Zentral-Hubei ansässigen Ba-Konföderation hervorgegangen war.
Ihr persönlicher Name (Rong ist der Name ihres Clans) wurde an sich mit dem Schriftzeichen 艺 wie „Geschicklichkeit“ geschrieben, was aber von ihren Eltern später auf das gleich ausgesprochene 易 wie „freundlich“ geändert wurde und zusammen mit dem Clannamen das chinesische Wort für „einfach“ bildet. Die Hoffnung war, dass sie es im Leben leichter haben sollte. Das bewahrheitete sich dann auch – Rong Yi gehörte in der Schule immer zu den Besten ihrer Klasse.
Nach der Grundschule besuchte Rong Yi ab 1991 das 1. Städtische Gymnasium von Enshi, wo sie 1997 Abitur machte.
Eigentlich wollt Rong Yi Mathematik (das Fach, das ihr am besten lag) auf Lehramt studieren. Vor dem Abitur war jedoch ein Professor der Universität für Wissenschaft und Technik der Landesverteidigung in Changsha an ihre Schule gekommen und hatte die dortige Fakultät für Luft- und Raumfahrttechnik vorgestellt, um Studenten anzuwerben. Rong Yi fand, dass das auch ein interessantes Fach wäre und bewarb sich für einen Studienplatz. Sie wurde problemlos aufgenommen und studierte dort ab September 1997. Im Jahr 2001 schloss sie ihr Studium mit dem Vordiplom ab.
Mit Empfehlung der Universität für Wissenschaft und Technik der Landesverteidigung kam sie ohne weitere Prüfung für ein Aufbaustudium an die Tsinghua-Universität in Peking. Nach dem Ingenieurdiplom promovierte sie dort am Institut für Thermophysik (工程热物理研究所) des Fachbereichs Technische Mechanik der Fakultät für Luft- und Raumfahrttechnik beim stellvertretenden Institutsleiter Wang Xilin (王希麟) zur Turbulenzmodulation im dispersen zweiphasigen Gas-Partikel-Rundstrahl.
Dies war ein Thema der theoretischen Physik, während ihr Studium in Changsha die praktischen Grundlagen der Raumfahrttechnik vermittelt hatte. Mit Unterstützung von Wang Xilin konnte sie sich jedoch die nötigen Theoriekenntnisse aneignen und erlangte 2006 ihren Doktortitel.

## Chinesische Akademie für Trägerraketentechnologie
Nach der Promotion erhielt Rong Yi für eine vertiefte Ausbildung eine Postdoktorandenstelle in der Hauptentwicklungsabteilung der Chinesischen Akademie für Trägerraketentechnologie im Pekinger Stadtbezirk Fengtai.
Dort wurde sie bei verschiedenen Raketentypen eingesetzt, vor allem bei Problemen, wo interdisziplinäre Ansätze erforderlich waren. Dadurch erwarb sie reiche Erfahrung und wurde im März 2008 von der Firma fest übernommen.
Rong Yi blieb in der Hauptentwicklungsabteilung und war dort an der Ausarbeitung des Konzepts für die mittelschwere Trägerrakete Langer Marsch 7 maßgeblich beteiligt.
Ende 2009 wurde Rong Yi zum „Labor 11“ (十一室) versetzt, das für die bemannte Trägerrakete Langer Marsch 2F zuständig war.
Nachdem im September 2008 mit Zhai Zhigangs Außenbordeinsatz während der Mission Shenzhou 7 die Phase der einfachen Raumflüge erfolgreich abgeschlossen war, ging man im Rahmen des Bemannten Raumfahrtprogramms der Volksrepublik China nun zu Raumlabors und Koppelmanövern über. Hierfür wurde eine verbesserte Version der Trägerrakete entwickelt, die Changzheng 2F/G (von chin. 改进型, Gǎijìn Xíng „Weiterentwickelte Version“). Neben einem präziseren Navigationssystem und einer höheren Nutzlastkapazität wurde auch das Rettungssystem überarbeitet. Rong Yi wurde zur Chefkonstrukteurin für letzteres System ernannt, bei dem sich die Rakete selbst auf Fehlfunktionen überprüft und gegebenenfalls die Rettungsrakete auslöst, die das Raumschiff mit der Besatzung aus der Gefahrenzone zieht.
Rong Yi musste sich in diese Thematik erst einarbeiten. Eines der Hauptprobleme war, welche Werte noch toleriert werden konnten und ab wann das Rettungssystem auslösen sollte. Sie entwickelte Methoden, wie die Rakete erkennen konnte, ob die Fluglage noch normal war, und ob das System zum Abwerfen der Nutzlastverkleidung noch funktionierte.
Da die Verantwortung für das Rettungssystem bei ihr lag, musste sie beim Start des Raumlabors Tiangong 1 im September 2011 sowie bei Shenzhou 8 im Oktober 2011 und Shenzhou 9 im Juni 2012 mit der Technikergruppe der Firma zum Kosmodrom Jiuquan reisen und die Montage sowie die Tests überwachen.
Beim Start des Raumlabors Tiangong 2 im September 2016 sowie bei den bemannten Missionen Shenzhou 10 im Juni 2013 und Shenzhou 11 im Oktober 2016 fungierte sie als Kommandantin der Technikergruppe (火箭指挥) und war dabei auch für die Betankung der Rakete zuständig.
Ab 2010 hatte man bei der China Aerospace Science and Technology Corporation, dem Mutterkonzern der Akademie für Trägerraketentechnologie, im Zusammenhang mit dem am 24. Januar 2004 gestarteten Mondprogramm der Volksrepublik China an Konzepten für eine superschwere Trägerrakete gearbeitet, die später die Bezeichnung „Langer Marsch 9“ erhielt. Im Frühjahr 2016 wurde mit dem Beginn des 13. Fünfjahresplans die konkrete Entwicklung gestartet, damals für eine sich nach oben verjüngende Rakete mit vier Flüssigtreibstoffboostern. Nach dem erfolgreichen Start von Shenzhou 11 wurde Rong Yi Ende 2016 zu der für diese Rakete zuständigen Entwicklergruppe versetzt. 2017 wurde sie zur stellvertretenden Chefkonstrukteurin für die Changzheng 9 ernannt.
Man hatte bereits damals daran gedacht, verschiedene Versionen dieser Rakete zu entwickeln, und es war ihre Aufgabe, die tragende Struktur der Changzheng 9 so zu berechnen, dass genügend Reserve für spätere Veränderungen der Nutzlast vorhanden war. Wie einst bei der Changzheng 7 erforderte dies interdisziplinäre Ansätze. Rong Yi optimierte durch die Berechnung des bestmöglichen Zeitpunkts für Schubkraftveränderungen während des Starts die Flugbahn der Rakete so, dass die dabei auftretenden Kräfte entlang der Rotationsachsen minimiert wurden, was es wiederum ermöglichte, die tragende Struktur leichter zu gestalten und dafür die Nutzlast zu erhöhen.
Ende 2020, als man bei der Chinesischen Akademie für Trägerraketentechnologie mit den Vorbereitungen für den Bau der Chinesischen Raumstation begann, wurde Rong Yi als Nachfolgerin von Chefkonstrukteur Zhang Zhi (张智) zur CZ-2F/G zurückversetzt.
Zhang Zhi hatte, bevor er Chefkonstrukteur für die gesamte Rakete wurde, das Rettungssystem für die erste Version der Changzheng 2F entworfen.
Rong Yi hatte die Zuverlässigkeit der Rakete ab Shenzhou 8 bei 97 % gehalten. Für die Raumstation-Phase, die zwei Flüge pro Jahr erforderte, wurde die Zuverlässigkeit der Changzheng 2F/G ab der Mission Shenzhou 12 auf 98,94 % erhöht – mehr als 70 der 109 an der Rakete durchgeführten Verbesserungen hatten mit der Erhöhung der Zuverlässigkeit zu tun.
Bei der Rakete für die am 29. November 2022 gestartete Mission Shenzhou 15 wurden dann 45 weitere Verbesserungen vorgenommen, was die Zuverlässigkeit auf 98,95 % erhöhte.

## Politisches Engagement
Rong Yi ist Mitglied der Kommunistischen Partei Chinas und leitete von 2009 bis 2016 sieben Jahre lang zunächst die Parteizelle (党支部) im Labor 11, dann die Hauptzelle (党总支) in der Hauptentwicklungsabteilung. In dieser Eigenschaft war sie zuletzt für die ideologische Schulung der mehr als hundert Parteimitglieder in der Abteilung zuständig. Außerdem ist sie Mitglied der All-Chinesischen Frauenvereinigung, wo sie seit dem 1. November 2018 Mitglied des Ständigen Komitees ist.
Seit dem 17. Januar 2023 ist Rong Yi als eine von 107 Vertretern der Wissenschaftlich-technischen Kreise Mitglied der Politischen Konsultativkonferenz des chinesischen Volkes.